# Vasilij Grigor'evič Voskresenskij
Vasilij Grigor'evič Voskresenskij, noto anche con lo pseudonimo di colonnello Wassily de Basil (in russo Василий Григорьевич Воскресенский?; Kaunas, 16 settembre 1888 – Nizza, 27 luglio 1951), è stato un impresario teatrale, direttore teatrale e militare russo.

## Biografia
Nato nell'Impero Russo (nell'odierna Lituania) tra il 1880 e il 1886, combatté nell'esercito imperiale russo a Baku durante la prima guerra mondiale. Fu congedato dall'esercito nel 1919 con il grado di colonnello e l'Ordine di San Giorgio.
Ispirato dal successo di Sergej Djagilev, cominciò a dedicarsi al teatro e nel 1921 iniziò a gestire una piccola compagnia di danza classica e farsi chiamare "colonnello de Basil". Nel 1932 fondò il Ballet Russe de Monte Carlo insieme a René Blum. Dopo la rottura con Blum nel 1934, de Basil ribattezzò più volte la compagnia, che, in periodi diversi, si chiamò Ballets russes du colonel W. Basil (1935-1938), Covent Garden Russian Ballet (1938-1939) e Original Ballet Russe (1939-1948). La rivalità con Blum segnò negativamente la compagnia, soprattutto dato che Blum poteva contare su Léonide Massine, che fece causa al colonnello e ottenne che questi non potesse più portate in scena i balletti da lui creati tra il 1932 e il 1937.
Nonostante le diatribe legali, sotto la sua guida la compagnia portò al debutto una quarantina di balletti e vantava un repertorio di un centinaio di titoli; nel corso degli anni si esibì in seicento città in settanta nazioni diverse. Pur avendo collezionato questi successi e potendosi considerare l'erede della tradizione di Djagilev, il colonnello morì in povertà a Nizza nel 1951 e fu sepolto al Cimitero russo ortodosso di Nostra Signora dell'Assunzione.